# Universidade de Kuvempu

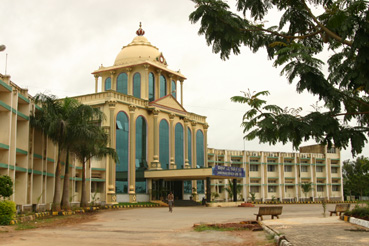
Universidade de Kuvempu

Universidade de Kuvempu é uma instituição de ensino superior localizado em Thavaraghatta, ao sul da Índia. A universidade, criada em 1987, é nomeada em homenagem ao grande escritor em língua canaresa Kuppalli Venkatappa Puttappa, popularmente conhecido como Kuvempu.
Seu campus principal está localizado em Thavaraghatta, na taluca de Bhadravati, no oeste do estado de Carnataca. Há um centro de pós-graduação na cidade de Kadur e dois colégios constituintes estão em Shimoga. Além destes, várias dezenas de faculdades e instituições de pesquisa em toda a região são afiliados à universidade. Escolas acadêmicas incluem as ciências biológicas; ciências químicas, educação, ciências da terra e ciências ambientais, economia e negócios de estudo; línguas, literatura e artes plásticas; lei; ciências físicas e ciências sociais.